# Characella aspera
Characella aspera är en svampdjursart som beskrevs av William Johnson Sollas 1886. Characella aspera ingår i släktet Characella och familjen Pachastrellidae. Inga underarter finns listade i Catalogue of Life.